# 洛尔基
洛尔基，是西班牙穆尔西亚自治区的一个市镇。总面积16平方公里，总人口5644人（2001年），人口密度353人/平方公里。

## 人口
自1900年以来，洛尔基的人口翻了两倍多。在1991年至2005年间洛尔基的人口提高了18％。